# Goombay Dance Band
Goombay Dance Band est un groupe allemand de pop formé en 1979 par Oliver Bendt et principalement connu pour leur titre Sun of Jamaica. Leur style musical mêle la disco aux rythmes antillais comme le calypso ou la soca et se rapproche des sonorités d'autres groupes comme Boney M. ou encore Ottawan.

## Histoire
Avant de former le Goombay Dance Band, Bendt avait déjà chanté dans son enfance avec les Regensburger Domspatzen, et travaillé comme acteur et chanteur de variétés. Après avoir passé trois ans dans les Caraïbes où il a épousé une autochtone, il rentre en Allemagne et forme le Goombay Dance Band, qui porte le nom d'une petite baie de l'île de Sainte-Lucie. Outre Bendt et sa femme Alicia, la formation comprenait Dorothy Hellings, Wendy Doorsen et Mario Slijngaard.
Le groupe perce au début de l'année 1980 avec la chanson Sun of Jamaica, qui reprend l'ambiance caribéenne de la plage et de la mer et combine la musique des Caraïbes avec des sons pop légers. Le single est écrit par les compositeurs de chansons à succès Ekkehard Stein et Wolfgang Jass. En très peu de temps, il se hisse en tête des charts allemands, où il reste neuf semaines, et devient le single le plus vendu de l'année. Pendant plus de six mois, Sun of Jamaica reste dans le top 10 allemand. La chanson se hisse également à la première place en Autriche et aux Pays-Bas et a été un succès dans de nombreux autres pays. Le single se vend à près de onze millions d'exemplaires. Les titres Aloha-Oe, Until We Meet Again, Eldorado et Rain atteignent également le top 10 en Allemagne, tout comme le premier album Zauber der Karibik. Certains des tubes à succès sont produits par les musiciens allemands Holger Julian Copp et Hanno Harders (connus sous le nom de Beagle Music Ltd.) au milieu des années 1980).
Le plus grand succès international de la formation vient au début de 1982 avec Seven Tears, qui est à nouveau une composition de Jass/Stein basée sur la chanson populaire du même nom. Sorti en Allemagne dès l'été 1981, le titre ne dépasse pas la treizième place, tandis qu'au Royaume-Uni, le single se hisse à la première place. Le Goombay Dance Band devient ainsi le premier groupe allemand de pop chantant en anglais à être en tête des charts britanniques pendant trois semaines consécutives, ce qui lui vaut même d'être inscrit dans le Livre Guinness des records.
Après 1982, le groupe disparait des hit-parades, et après 1985, aucun single ni album n'est publié dans un premier temps. Le groupe reste néanmoins actif musicalement au cours des décennies suivantes et fait un nouveau retour dans les charts allemands des albums en 1995 avec le LP Island of Dreams. Pour ses succès, le groupe est certifié trois fois disque de platine et douze fois disque d'or, dont une fois disque de platine pour le single Sun of Jamaica en Allemagne et l'or pour le single Seven Tears en Angleterre.
Pour fêter ses 30 ans d'existence, le groupe a enregistré un nouvel album en 2009, intitulé 30th Anniversary Collection. Les morceaux Over the Oceans et In My Dreams en sortent sous forme de singles à télécharger. À l'époque de la Coupe du monde de football 2010, la chanson Is this the Way to the World Cup sort.
Depuis 2017, Ernest Clinton, ancien leader du groupe Soulful Dynamics (en), est le nouveau chanteur du Goombay Dance Band, après le départ à la retraite d'Oliver Bendt fin 2016.

## Discographie

### Compilations
- 1991 : Sun of Jamaica
- 1999 : Caribbean Beach Party
- 2005 : Greatest Hits
- 2007 : Golden Dreams of Eldorado (coffret 3 CD)